# Windermere (Florida)
Windermere ist eine Stadt im Orange County im US-Bundesstaat Florida.
Das U.S. Census Bureau hat bei der Volkszählung 2020 eine Einwohnerzahl von 3030 ermittelt.

## Geographie
Windermere liegt rund zehn Kilometer westlich von Orlando im Einzugsgebiet Greater Orlando.

## Geschichte
1888 wurde die Florida Midland Railway eröffnet, die vom Lake Jesup über Clarcona und Windermere nach Kissimmee führte. 1896 wurde das Unternehmen in das Plant System eingegliedert. Weitere Eigentümer waren nachfolgend die ACL (1902–1967), die SCL (1967–1986) und CSX (seit 1986).

## Demographische Daten
Laut der Volkszählung 2010 verteilten sich die damaligen 2462 Einwohner auf 1152 Haushalte. Die Bevölkerungsdichte lag bei 610,9 Einw./km². 94,2 % der Bevölkerung bezeichneten sich als Weiße, 1,4 % als Afroamerikaner und 3,0 % als Asian Americans. 0,3 % gaben die Angehörigkeit zu einer anderen Ethnie und 1,1 % zu mehreren Ethnien an. 5,1 % der Bevölkerung bestand aus Hispanics oder Latinos.
Im Jahr 2010 lebten in 37,4 % aller Haushalte Kinder unter 18 Jahren sowie 27,1 % aller Haushalte Personen mit mindestens 65 Jahren. 80,6 % der Haushalte waren Familienhaushalte (bestehend aus verheirateten Paaren mit oder ohne Nachkommen bzw. einem Elternteil mit Nachkomme). Die durchschnittliche Größe eines Haushalts lag bei 2,78 Personen und die durchschnittliche Familiengröße bei 3,12 Personen.
29,3 % der Bevölkerung waren jünger als 20 Jahre, 12,1 % waren 20 bis 39 Jahre alt, 36,6 % waren 40 bis 59 Jahre alt und 21,9 % waren mindestens 60 Jahre alt. Das mittlere Alter betrug 46 Jahre. 51,4 % der Bevölkerung waren männlich und 48,6 % weiblich.
Das durchschnittliche Jahreseinkommen lag bei 120.938 $, dabei lebten 7,6 % der Bevölkerung unter der Armutsgrenze.
Im Jahr 2000 war Englisch die Muttersprache von 94,88 % der Bevölkerung, spanisch sprachen 4,89 % und 0,23 % sprachen deutsch.

## Sehenswürdigkeiten
Die 1890 Windermere School, das Cal Palmer Memorial Building und die Windermere Town Hall sind im National Register of Historic Places gelistet.

## Verkehr
Der nächste Flughafen ist der Orlando International Airport (rund 30 Kilometer östlich).

## Kriminalität
Die Kriminalitätsrate lag im Jahr 2010 mit 17 Punkten (US-Durchschnitt: 266 Punkte) im sehr niedrigen Bereich. Es gab zwei Einbrüche und acht Diebstähle.

## Söhne und Töchter der Stadt
- Ethan Ringel (* 1994), Automobilrennfahrer